# Bohuslav
Bohuslav (în ucraineană Богуслав) este orașul raional de reședință al raionului Bohuslav din regiunea Kiev, Ucraina, aflat pe malul râului Ros. În afara localității principale, nu cuprinde și alte sate.

## Demografie
Componența lingvistică a orașului Bohuslav
     Ucraineană (96,2%)
     Rusă (3,53%)
     Alte limbi (0,13%)
Conform recensământului din 2001, majoritatea populației orașului Bohuslav era vorbitoare de ucraineană (96,2%), existând în minoritate și vorbitori de rusă (3,53%).